# Васари, Янош
Янош Миклош Васари (венг. Vaszary János; 30 ноября 1867, Капошвар — 19 апреля 1939[…], Будапешт) — венгерский художник, живописец и график. Один из обсуждаемых художников первой половины XX века.

## Биография
Родился в известной католической семье в Капошваре. Его дядей был Колош Ференц Васари — архиепископ Эстергомский. Получил художественное образование в Венгерском университете изящных искусств под руководством Яноша Грегуша. В 1887 году отправился в Мюнхен, где учился у Габриэля фон Хакля и Людвига фон Лёффца. Увидев выставку картин Жюля Бастьена-Лепажа, в 1899 году переехал в Париж и поступил в Академию Жюлиана. Хотя позже он познакомился с Шимоном Холлоши и колонией художников в Надьбанье и проявил интерес к венгерскому народному искусству, однако основное влияние на его творчество оказывал французский модерн.
В 1905 году одна из его картин («Издольщик») была куплена императором Францем Иосифом. В этом же году художник женился.
Во время Первой мировой войны служил корреспондентом на сербском фронте и писал картины военной тематики в более драматичной и реалистической манере, но в дальнейшем вернулся к импрессионизму. С 1920 года и до выхода на пенсию в 1932 году Васари работал профессором в альма-матер — Венгерском университете изящных искусств; среди его учеников, в частности, Енё Барчаи. В 1924 году был одним из основателей «Нового общества художников» (аббревиатура которого «KÚT» означает «фонтан» на венгерском языке). В 1926 году выполнил работы по росписи фресок в Биологическом институте в Тихани.

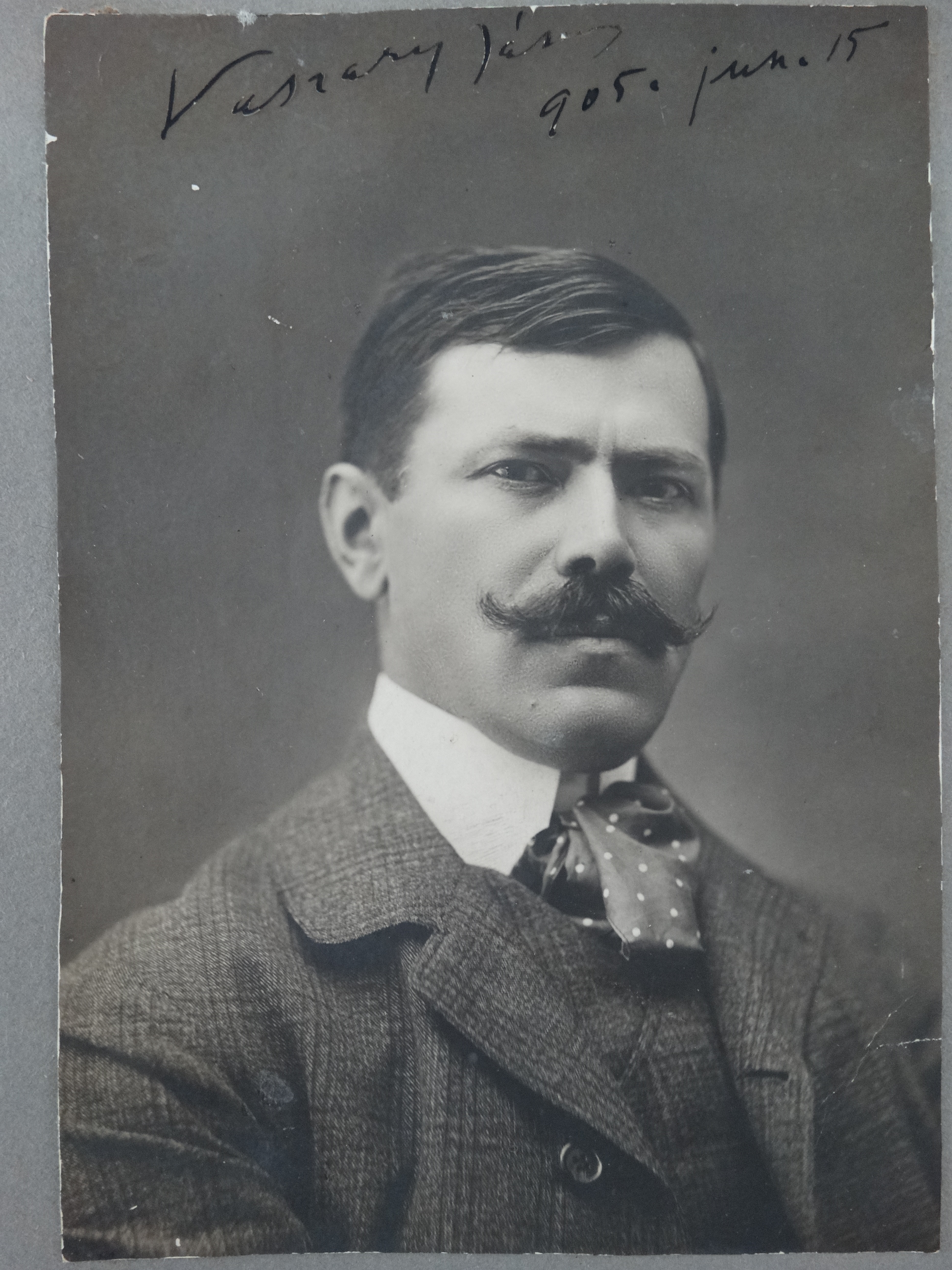
Васари в 1905 году

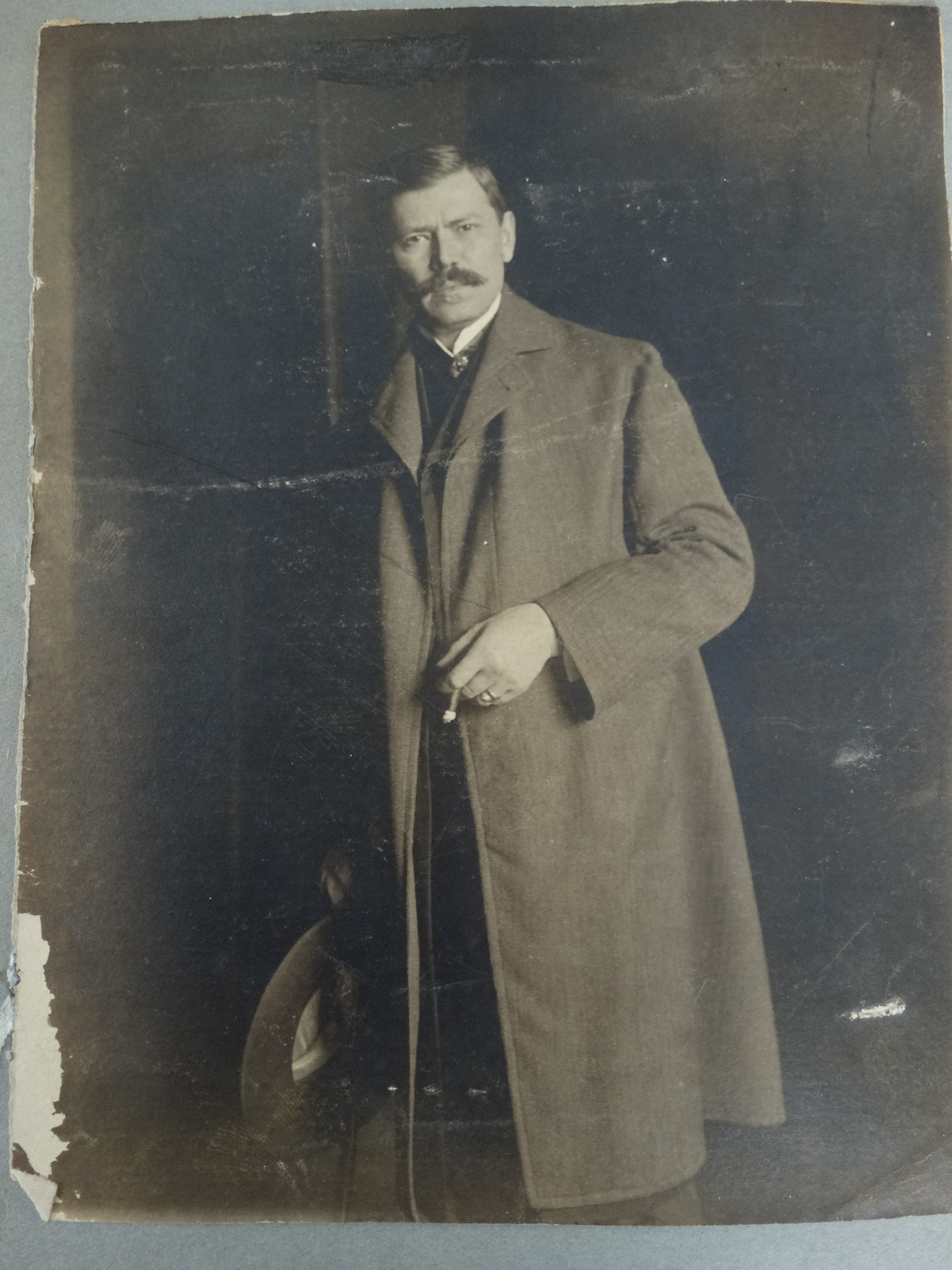
Недатированная фотография Васари

## Избранные картины
- 1887 Юношеский автопортрет (холст, масло, 44 x 31 см; Венгерская национальная галерея, Будапешт)
- 1894 Женщина в чёрной шляпе (холст, масло, 34 х 27 см; Венгерская национальная галерея)
- 1895 Женский портрет (холст, масло, 120 х 85 см; Музей Риппль-Ронай, Капошвар)
- 1896 Святые Петр и Павел (главный алтарь церкви в центре города Эстергом)
- 1897-98 Золотой век (холст, масло, 92,5 x 132 см; Венгерская национальная галерея)
- 1899 Возвращение весны (Живой ключ) (холст, масло, 134 × 90,5 см; Венгерская национальная галерея)
- (ок. 1900) Стоящая обнаженная (холст, масло, 56,3 x 47 см; Музей Риппль-Ронай, Капошвар)

- 1900 Женщина в фиолетовом платье с кошкой (холст, масло, 150 х 40 см; рядовой)
- 1901 Издольщики
- 1901 Кенес (дерево, масло, 25,5 × 39,5 см; Венгерская национальная галерея)
- 1902 Слуга (холст, масло, 190 x 110 см; Венгерская национальная галерея)
- 1902 Туалет (дерево, масло, 41 × 26,5 см; Венгерская национальная галерея)
- 1902 Празднующие (холст, масло, 116 × 94 см; Венгерская национальная галерея)
- 1903 После ванны (холст, масло, 146 x 130,5 см; Венгерская национальная галерея)
- 1903 Облако над озером Балатон (холст, масло, 70 × 83,5 см; Венгерская национальная галерея)
- 1904 Сомодьский парень с лошадьми (холст, масло, 100 x 120,5 см; Венгерская национальная галерея)
- 1905 Порт Монако (холст, масло, 57 x 70 см; Венгерская национальная галерея)
- 1905 Фрагмент из порта Монако (холст, масло, 56,5 × 67,5 см; Венгерская национальная галерея)
- 1905 Прощание с Ноградом
- 1906 Женский портрет (альтернативное название: «Женщина с кошкой»; холст, масло, 80 х 70 см; Венгерская национальная галерея)
- 1907 Завтрак на свежем воздухе (холст, масло, 77,3 х 100 см; Венгерская национальная галерея)
- 1907 Прогулка по парку (холст, масло, 101 x 80 см; частная коллекция)
- 1907 Бал-маскарад (холст, масло, 71 x 63 см; Венгерская национальная галерея)
- 1909 Тата Парк (холст, масло, 80 х 120 см; частная коллекция)
- (1900-е гг.) Жена художника (холст, масло; частная коллекция)
- 1911 Купальщицы (холст, масло, 56,5 × 69,5 см; Венгерская национальная галерея)
- 1912 Воскрешение Лазаря (холст, масло, 121 x 209 см; Венгерская национальная галерея)
- 1915 Солдаты в карпатском селе (Акварель, бумага, 433 × 596 мм; Венгерская национальная галерея)
- 1915 Надьберезнянская полевая пекарня (акварель, бумага, 390 × 596 мм; Венгерская национальная галерея)
- 1915 Русские пленные в бараках (холст, масло, 100,5 × 121 см; Венгерская национальная галерея)
- 1915 Русское отступление (Пленные в миграции) (холст, масло, 95,5 × 141,5 см; Венгерская национальная галерея)
- 1916 Караван верблюдов (Скопье) (холст, масло, 107,5 × 152 см; Венгерская национальная галерея)
- 1916 Похороны на фронте (солдатские похороны) (холст, масло, 63,5 × 79,5 см; Венгерская национальная галерея)
- 1918 Солдаты в снегу (холст, масло, 100 x 121 см; Венгерская национальная галерея)
- 1919 Всадники в парке (холст, масло, 80 x 101 см; Венгерская национальная галерея)
- (ок. 1919—1920) Оплакивание трупа (холст, масло, 69,5 × 109 см; Венгерская национальная галерея)
- 1920 Французская Ривьера (масло, темпера, дерево, 50 × 60 см; Словацкая национальная галерея)
- (ок. 1920) Скалистый пейзаж (масло на дереве, 30 х 36,5 см; Венгерская национальная галерея)
- (Начало 1920-х гг.) «Саломея» (холст, масло, 84 × 136,5 см; Венгерская национальная галерея)
- 1921 Пробуждение (холст, масло, 76 x 90 см; Венгерская национальная галерея)

- 1923 Финал (холст, масло, 72 x 93 см; Венгерская национальная галерея)
- Около 1926 г. Обнаженный Будда (холст, масло, 68 x 52,5 см; Венгерская национальная галерея)
- 1927 Miramare (акварель, бумага, 495 × 396 мм; Венгерская национальная галерея)
- 1928 В парке (холст, масло, 80,5 х 102 см; Венгерская национальная галерея)
- 1929—1930 Голгофа (Христос на кресте) (холст, масло, 210 × 247 см; Венгерская национальная галерея)
- 1930 Морфинист (холст, масло, 120 х 149 см; Венгерская национальная галерея)
- 1930 Городское освещение (холст, масло, 100 х 80 см; Венгерская национальная галерея)
- 1930 Рекламные огни на улице (холст, масло, 119,5 × 100,5 см; Венгерская национальная галерея)
- (ок. 1930) Женщина в садовом кресле (холст, масло, 80,5 х 75,5 см; Венгерская национальная галерея)

- (ок. 1930) Купание (холст, масло, 52 x 63,5 см; Венгерская национальная галерея)
- (ок. 1930) В парке (Веранда с двумя женщинами) (холст, масло, 81,5 × 104 см; Венгерская национальная галерея)
- (ок. 1930) Женский парашют (холст, масло, 54 × 66 см; Венгерская национальная галерея)
- 1933 Рапалло (Итальянская морская баня) (холст, масло, 74,5 × 104,5 см; Венгерская национальная галерея)
- 1937 Дунайская набережная
- 1936 Греческий театр в Таормине (холст, масло, 82 × 114 см; Венгерская национальная галерея)
- 1936 Парк (холст, масло, 69,5 × 80,5 см; Венгерская национальная галерея)
- 1937 Русская церковь Сан-Ремо (Восточное здание) (холст, масло, 82 × 56 см; Венгерская национальная галерея)
- 1937 Сан-Ремо

- 1938 Гладиолус (холст, масло, 86 x 65 см)
- 1938 Пляж Алассио
- (ок. 1938) Пляж с пляжными зонтиками (холст, масло, 87 x 115 см; частная коллекция)
- (ок. 1938) Осень (холст, масло, 74 х 80 см)
- 1930-е Цикламены в стекле (холст, масло, 37 x 32 см; частная коллекция)
- 1930-е Обнаженная среди цветов (холст, масло, 102 × 81,5 см; Венгерская национальная галерея)
- (Без года) Маленькая девочка (холст, масло, 60 х 40 см; частная коллекция)
- (Без года) Компания на открытом воздухе (Купол на природе) (холст, масло, 88 x 67 см; Музей Януса Паннония, Печ)
- (Без года) Женщина в профиль в чёрном тюрбане (картон, масло, 46 х 30 см; рядовой)

- (Без года) Рыжая обнаженная (картон, масло, 50 х 91 см; Венгерская национальная галерея)
- (Без года) Сидящая маленькая девочка в фиолетовом полосатом платье (холст, масло, 100 x 81 см; Венгерская национальная галерея)
- (Без года) Пейзаж (дерево, масло, 23,2 × 29,8 см; Венгерская национальная галерея)
- (Без года) Ванна (холст, масло, 122 × 100,5 см; Венгерская национальная галерея)
- (Без года) Солнечные ванны в саду (холст, масло, 68 × 86,5 см; Венгерская национальная галерея)
- (Без года) Оплакивание Христа (Пьета) (холст, масло, 72 × 93,5 см; Венгерская национальная галерея)
- (Без года) Смертный приговор (холст, масло, 67 × 84 см; Венгерская национальная галерея)
- (Без года) Обнаженная с цветком (Обнаженная женщина в окне) (холст, масло, 102 × 81 см; Венгерская национальная галерея)
- (Без года) Горный пейзаж с женскими фигурами (холст, масло, 111,3 × 79,2 см; Венгерская национальная галерея)
- (Без года) Осенние деревья (холст, масло, 54 × 75 см; Венгерская национальная галерея)
- (Без года) Лежащая женщина на открытом воздухе (холст, масло, 70 × 80,5 см; Венгерская национальная галерея)
- (Без года) Комната (Interieur) (холст, масло, 82 × 96 см; Венгерская национальная галерея)
- (Без года) Обнаженная в свете (масло, картон, 50 × 70 см; Венгерская национальная галерея)
- (Без года) Деталь парка. Этюд (холст, масло, 60 × 85 см; Венгерская национальная галерея)
- (Без года) Vőfélyek (холст, масло, ламинировано на картоне, 28 × 42 см; Венгерская национальная галерея)
- Пейзаж озера Балатон

### Графика
- 1887-88 Сидящие мужчины (уголь, бумага, 540 × 400 мм; Венгерская национальная галерея)
- 1900 На весну (мел, бумага, 64,2 x 45,5 см; Венгерская национальная галерея)
- 1903 Весна (цветная литография, 32,5 х 42 см; Венгерская национальная галерея)
- Птичий двор (гобеленовый дизайн) (акварель, бумага, 260 × 381 мм; Венгерская национальная галерея)
- 1904 Две женщины за столом (карандаш, бумага, 268 × 375 мм; Венгерская национальная галерея)
- 1910 Обнаженная сидящая сзади (тушь, перо, 29,8 x 41,5 см; Венгерская национальная галерея)
- 1911 Синтетические линии (карандаш, бумага, 400 × 568 мм; Венгерская национальная галерея)
- 1910 Синтетические линии (Сидящая спина обнаженная) (тушь, бумага, 300 × 415 мм; Венгерская национальная галерея)
- 1910 Синтетические линии (Две стоящие женщины) (тушь, бумага; Венгерская национальная галерея)
- 1911 Композиция (тушь, бумага, 324 × 465 мм; Венгерская национальная галерея)
- (ок. 1913) Этюд (наброски обнаженной натуры) (тушь, бумага, 433 × 298 мм; Венгерская национальная галерея)
- 1905 Помолвленная пара (ковер, 152 х 116 см; Музей прикладного искусства, Будапешт)
- 1905 Рынок (шерстяной ковер в скандинавской технике; Музей прикладного искусства, Будапешт)
- 1906 Продавец пряников (ковер, 105 x 161 см; Венгерская национальная галерея)
- 1906 Пастух (ковер, 70 х 146 см; Музей Ференца Моры, Сегед)

## Галерея

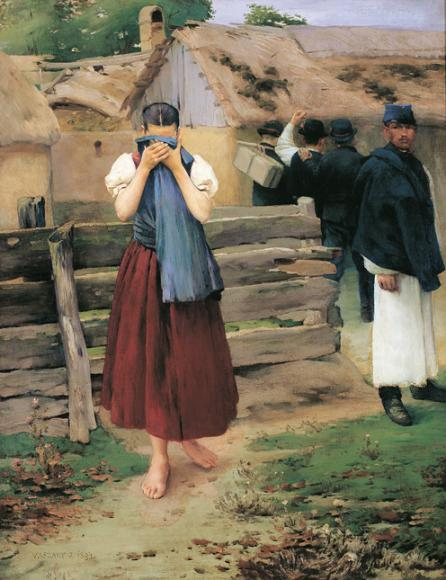
Прощание!, 1894
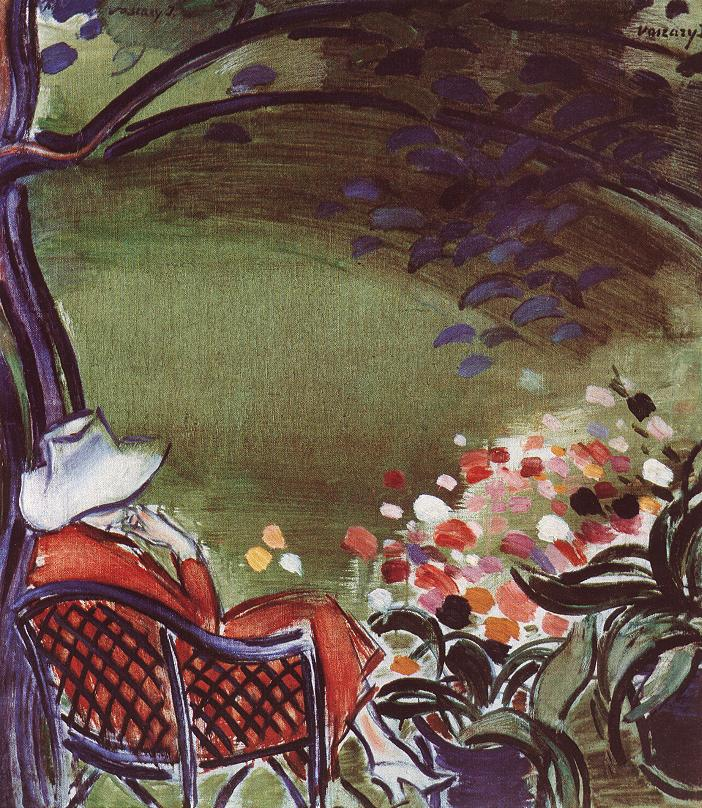
Женщина, сидящая в саду (c.1930)
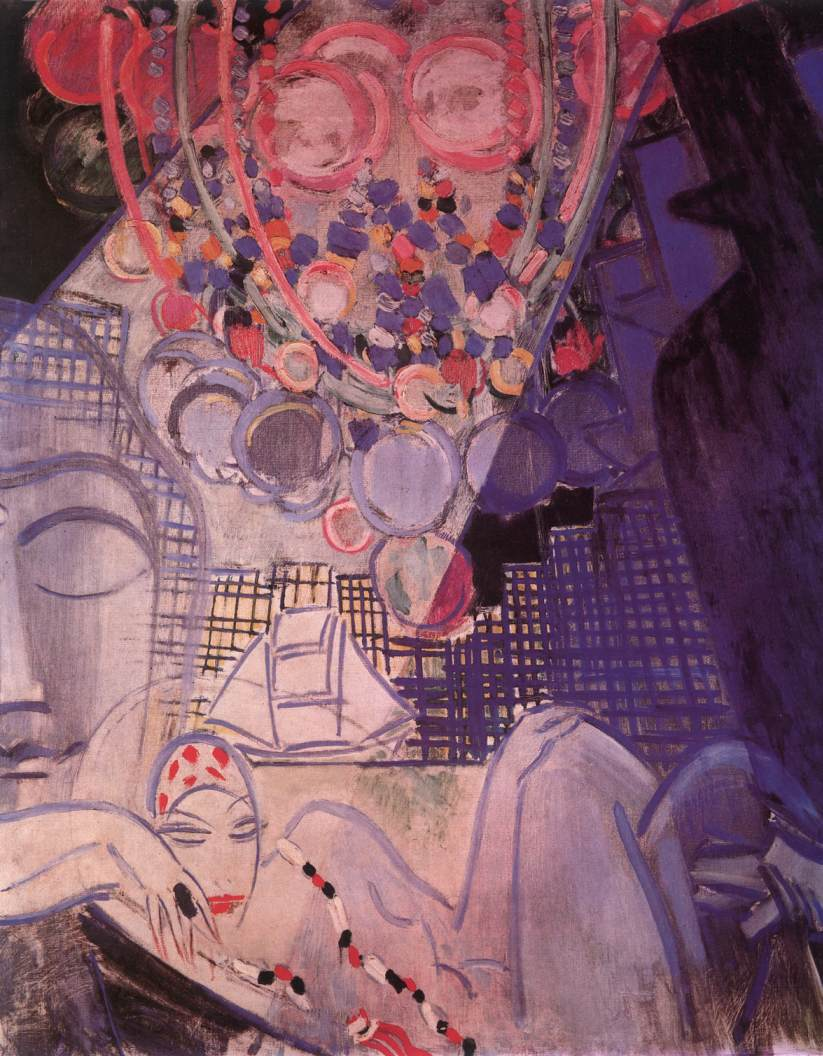
Морфинист (c.1930)
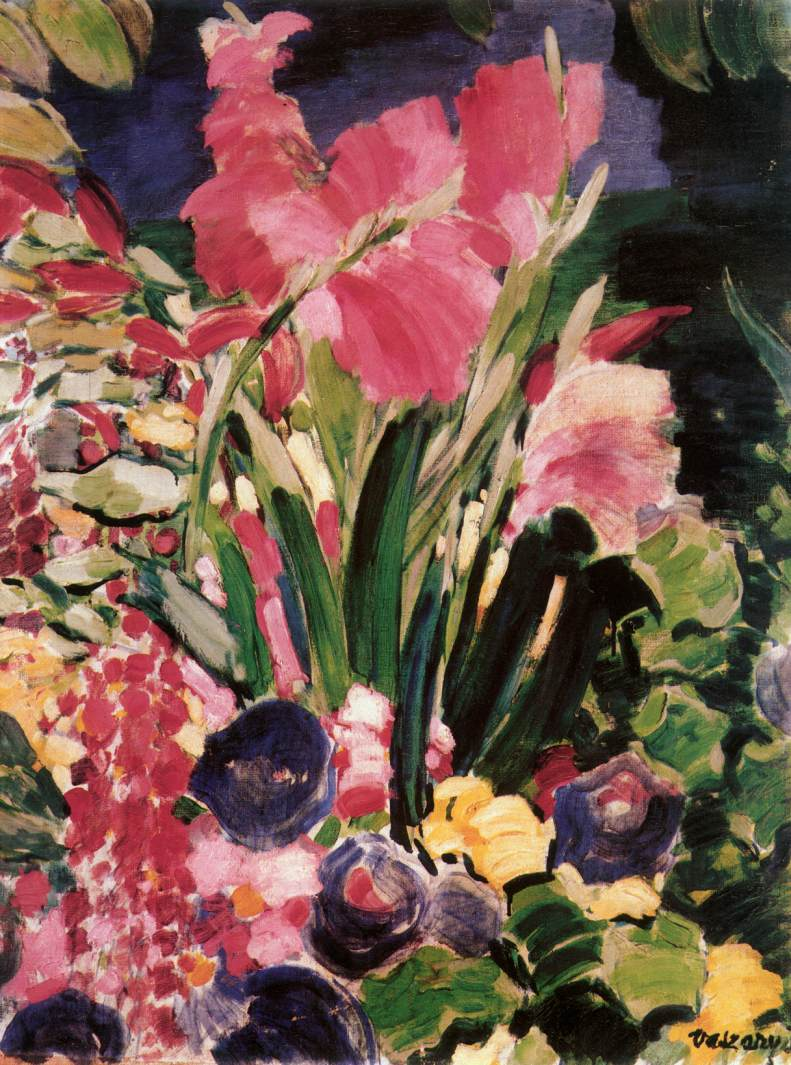
Гладиолусы (1938)
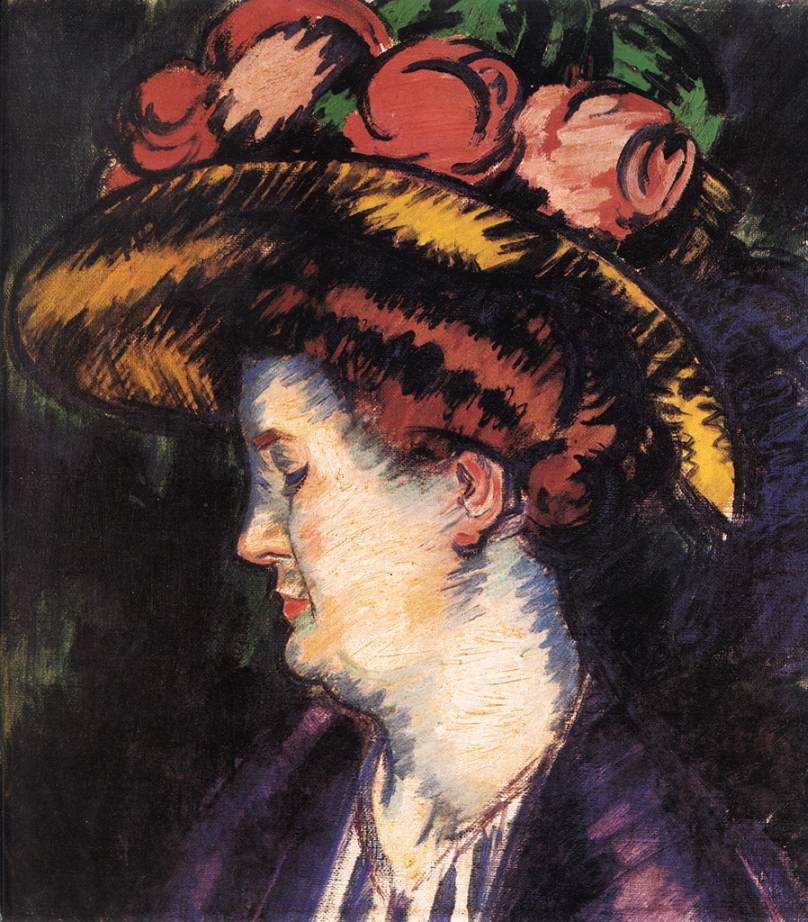
Жена художника(нет даты)

### Произведения в публичных коллекциях (выборочно)
- Венгерская национальная галерея, Будапешт
- Музей прикладного искусства, Будапешт
- Музей Януса Паннония, Печ
- Музей Ференца Моры, Сегед
- Музей Риппль-Ронай, Капошвар
- Галерея современного искусства, Генуя
- Нюрнбергский музей